# JS Talangaï
Der Jeunesse Sportive de Talangaï ist ein kongolesischer Fußballverein aus der Hauptstadt Brazzaville. Seine Heimspiele trägt der Verein im Nationalstadion der Republik Kongo, dem Stade Alphonse Massamba-Débat, aus.
Der Verein spielte viele Jahre ohne nennenswerte Erfolge in der Ligue 1 mit. Erst 2007 gelang ihm der erste große nationale Pokalerfolg, als er im Finale den Favoriten CARA Brazzaville mit 2:1 Toren besiegte. Durch diesen Erfolg qualifizierte er sich für den CAF Confederation Cup, scheiterten aber bereits in der ersten Spielrunde. Auch im folgenden Jahr scheiterte er bereits frühzeitig im selben Wettbewerb.

## Statistik in den CAF-Wettbewerben
| Saison | Wettbewerb            | Runde         | Gegner            | Gesamt | Hin     | Rück    |
| ------ | --------------------- | ------------- | ----------------- | ------ | ------- | ------- |
| 2007   | CAF Confederation Cup | Qualifikation | Les Astres FC     | 0:3    | 0:2 (H) | 0:1 (A) |
| 2008   | CAF Confederation Cup | Qualifikation | Mount Cameroon FC | 3:5    | 2:1 (H) | 1:4 (A) |